# (14056) Kainar
(14056) Kainar est un astéroïde de la ceinture principale.

## Description
(14056) Kainar est un astéroïde de la ceinture principale. Il fut découvert le 13 janvier 1996 à l'observatoire Kleť par l'observatoire Kleť. Il présente une orbite caractérisée par un demi-grand axe de 2,39 UA, une excentricité de 0,19 et une inclinaison de 3,9° par rapport à l'écliptique.

## Compléments